# Olaus Rudbeck
Olaus Rudbeck (còn gọi là Olof Rudbeck the Elder, để phân biệt với con trai của mình, và đôi khi với cái tên La tinh hóa như Olaus Rudbeckius) (ngày 13 tháng 9 năm 1630 - tháng 12 12, 1702) là một nhà khoa học Thụy Điển và nhà văn, giáo sư y khoa tại Đại học Uppsala và cho nhiều giai đoạn magnificus Hiệu trưởng của trường đại học cùng. Ông sinh ra ở Västerås, con trai của Đức Giám mục Johannes Rudbeckius, người tuyên úy cá nhân để vua Gustavus Adolphus, và là cha của nhà thực vật học Olof Rudbeck Trẻ. Rudbeck chủ yếu được biết đến với những đóng góp của mình trong hai lĩnh vực: cơ thể con người và ngôn ngữ học, nhưng ông cũng đã được thực hiện trong nhiều lĩnh vực khác bao gồm âm nhạc và thực vật học. (Ông đã thành lập các vườn thực vật đầu tiên ở Thụy Điển tại Uppsala, được gọi là Vườn Rudbeck, nhưng đã được đổi tên thành một trăm năm sau đó cho học sinh của con trai mình, nhà thực vật học Carolus Linnaeus.) Ngoài ra , theo dòng họ ghi chép lại , nhà khoa học nổi tiếng Alfred Nobel là hậu duệ của ông.